# ミハルス
ミハルスは、木製の二枚の板を蝶番でつないだ打楽器。スペイン音楽で使用されるカスタネットを簡略化し、幼児にも演奏しやすいように日本で考案・改良された楽器である。その後の「教育用カスタネット」が広く採用されるまでは、小学校での教育用楽器として用いられた。
日本の舞踊家・千葉躬春が1930年代までに考案した打楽器で、考案者の名前から「ミハルス」という名称がつけられた。ミハルスは教育用カスタネットのように赤と青に塗られてはおらず、またゴムひもではなく蝶番で留まっており、外面についた指の差込口に指を入れて開閉するしくみであった。形状は、円形ではなく馬蹄形であり、蝶番のある一辺は（曲線状でなく）直線状であった。画像を参照。

## 教育用カスタネットとの混同
かつては学習指導要領にも「ミハルス」の名で記載されており、昭和18年刊の「国民学校教師の為の簡易楽器指導の実際」では、カスタネットとミハルスが章を分けて記載されていた（ただし紐付きカスタネットは演奏上非常に技巧を必要とされ、柄付きカスタネットが使われた）。さらに改良の加えられた教育用カスタネットが採用されるまで、音楽の学校教育に使用されていた。教育用カスタネットについてはカスタネットの項を参照。
2012年頃から、「教育用カスタネットの正式名称はミハルスである」という言説がインターネット上で流れたものの、上述のようにミハルスはスペインのカスタネットに近い貝殻状の形式のものであり、赤青に塗り分けられておらず、またゴム紐で結わえられているものでもない。教育用カスタネットとして知られるものとミハルスの関係は必ずしも明らかでなく、ミハルスのほうが年代は古いものの、両者は別物であり、「赤青に塗られたカスタネットの正式名称はミハルス」というのは誤認ないし混同である。

## 関連書籍
- 千葉躬春『ミハルス教本 - 拍ち方と踊り方 千葉みはる創案』白眉社、1949年。ASIN B000JBHVZC。